# Bogusław Mróz
Bogusław Mróz (ur. 13 grudnia 1952 w Poznaniu) – polski fizyk, profesor nauk fizycznych, specjalizuje się w fizyce doświadczalnej ciała stałego i przejściach fazowych, związany z Uniwersytetem im. Adama Mickiewicza w Poznaniu. W latach 2002–2008 prorektor tej uczelni.

## Życiorys
Uczęszczał do poznańskiego V LO im. Klaudyny Potockiej. Studia z fizyki ukończył w 1976 na Wydziale Fizyki UAM. Stopień doktorski otrzymał w 1982. Habilitował się w 1990 na podstawie oceny dorobku naukowego i rozprawy Badanie ferroelastycznych przemian fazowych wybranych kryształów podwójnych siarczanów metodą rozpraszania Brillouina oraz zastosowanie teorii Landaua do opisu tych przemian. Pracuje jako profesor i (od 1993) kierownik w Zakładzie Fizyki Kryształów na Wydziale Fizyki UAM. Tytuł naukowy profesora nauk fizycznych został mu nadany w 1997 roku. Na macierzystej uczelni pełnił szereg funkcji: dyrektora Instytutu Fizyki (1996−1999), prodziekana Wydziału Fizyki (1999–2000) oraz prorektora UAM (2002–2008).
Odbywał zagraniczne staże naukowe, m.in.: w rosyjskiej Dubnie (1984, research fellow), w kanadyjskim St. John’s (1986-87, post doctoral fellow, a także później wielokrotnie), w fińskim Turku (1988, visiting scientist), w Hiszpanii (1997, visiting profesor, Universidad Autonoma de Madrid) oraz w USA (2000, visiting scientist, National Renewable Energy Labs, Kolorado). W 2006 ukończył podyplomowe studia MBA (program Akademii Ekonomicznej w Poznaniu oraz Georgia State University, Atlanta).
Zainteresowania badawcze B. Mroza dotyczą m.in. fizyki eksperymentalnej ciała stałego, spektroskopii Brillouina, multiferroików, dynamiki powierzchni, przejść fazowych oraz nanostruktur z pełną przerwą energetyczną. Swoje prace publikował m.in. w „Acta Physica Polonica", „Physical Review" oraz „Ferroelectrics". Członek Polskiego Towarzystwa Fizycznego. Zasiada w radzie naukowej Centrum NanoBioMedycznego UAM.
Żonaty, ma dwoje dzieci. Mieszka w Poznaniu.